# Llamas contra el viento
Llamas contra el viento és una coproducció mexicano-colombiana del 1956 dirigida per Emilio Gómez Muriel. Va participar en la competició del Festival Internacional de Cinema de Sant Sebastià 1956. El títol està inspirat en la cançó Canción de la vida profunda de Porfirio Barba Jacob.

## Argument
És la història de tres hostesses de vol (Alicia, Claudia i Laura) que aprofiten les seves vacances per a viatjar a Caracas on viu un home que van conèixer cadascuna d'elles per separat i que les va oferir matrimoni i riqueses. Quan les joves descobreixen la burla troben consol en tres homes bondadosos i honestos.

## Repartiment
- Ariadne Welter - Alicia
- Yolanda Varela - Claudia
- Anabelle Gutiérrez - Laura
- Víctor Junco - Williams
- Fernando Casanova - Gustavo
- Raúl Ramírez - Eugenio
- Félix González - Alfonso